# Национальное радио Чувашии
Национальное ра́дио Чува́шии — радиостанция, вещающая на чувашском, русском и татарском языках на территории Чувашской Республики и через Интернет. Создана в соответствии с Постановлением Кабинета Министров Чувашской Республики от 11.12.2008 № 372 «О создании автономного учреждения Чувашской Республики „Национальное радио Чувашии“ Министерства культуры, по делам национальностей, информационной политики и архивного дела Чувашской Республики». Организационно входит в Национальную телерадиокомпанию Чувашии.

## История
Национальное радио Чувашии начало тестовое вещание 25 апреля 2009 года. Для участников праздничного митинга, посвящённого Дню чувашского языка, который ежегодно проводится 25 апреля в Чебоксарах в сквере им. И. Я. Яковлева перед Национальной библиотекой, было организовано прямое включение радиостанции.
Становление Национального радио Чувашии велось в три этапа. I этап — апрель-май 2009 года (новости и музыкальные программы, программы для детей). II этап — 1 сентября 2009 года (новости и программы для детей и молодёжи, литературно-драматические программы). С 1 января 2010 года начался полный объём вещания.
В комментарии Минкультуры Чувашии по поводу открытия новой радиостанции говорится, что целью создания радио «с нуля» является развитие системы информационного обеспечения населения Чувашии, обеспечение конституционного права на получение социально значимой информации каждым гражданином республики и также решение вопроса об оповещении жителей Чувашии в случае чрезвычайных ситуаций природного и техногенного характера.

## Концепция вещания
Национальное радио Чувашии не является узко форматной и одноязычной радиостанцией. 60 % вещания проводится на чувашском языке, 35 % — на русском и 5 % — на языках других народов, населяющих Чувашскую Республику. При этом 30 % программ составляют информационно-аналитические, 30 % — образовательные и по 20 % — литературно-драматические и музыкальные. Информационно-аналитические программы выходят 5 часов в день.

## Вещание

### Эфирные частоты
На базе передающего оборудования филиала ФГУП «Радиотелевизионный передающий центр» Национальному радио Чувашии предоставлены частотных ресурса:Чебоксары и Новочебоксарск — 95.9 FМ Мариинский Посад и Цивильск — 105.0 FM Ядрин, Шумерля, Красные Четаи, Аликово — 106.7 FM. С помощью этих передатчиков охвачено 80 % территории Чувашской Республики, за исключением гг. Чебоксары и Новочебоксарск. В соответствии с федеральным законом эфирное вещание в городах с населением более 100 тысяч человек разрешено только на основании лицензии. Её, в свою очередь, выдают по проведении федерального конкурса. Поэтому в 2009 году в Чебоксарах и Новочебоксарске передачи Национального радио Чувашии можно слушать только на «третьей кнопке» проводного вещания.

### Онлайн-вещание
Передача потоковых аудиоданных осуществляется через сеть Интернет по протоколу Microsoft Media Server.

## Архив
Часть архива радиопередач в формате Ogg доступна под лицензией Creative Commons Attribution ShareAlike 3.0.